# Claire Laffut
Claire Laffut, é uma cantora franco-belga nascida em 21 de junho de 1994, em Namur, cidade da Bélgica, Laffut além de cantora é compositora, intérprete, performer e modelo. Claire possui atuação e é mais reconhecida na França.

## Biografia
Modelo na Dominique Models em 2012, Claire Laffut se tornou famosa graças à sua criação de tatuagens efemeras, colaborando com designers de moda como Alexander Wang e a marca Chloé, que lhe valeram a capa da Elle Belgium em dezembro de 2013.
Posteriormente, ela ganhou maior notoriedade por meio de sua atividade como cantora e compositora, lançando dois singles, Vérité e Mojo, em 2018, agrupados no mesmo ano com dois outros títulos em um EP. Por ter formação como designer, ela também dirige seus clipes e álbuns.

## Discografia

### EP
- Mojo, 2018

### Singles
- 2018: Vérité, Mojo;
- 2019: Nides (com participação de Yseult);
- 2020 : Étrange Mélange;
- 2020 : Étrange Mélange (Acoustic Version)

### Colaborações
| Título                         | Ano  | Artista               | Álbum                   |
| ------------------------------ | ---- | --------------------- | ----------------------- |
| Vision                         | 2018 | Fakear                | All Glows               |
| Part XII                       | 2018 | Prequell              | The Future Comes Before |
| Coldest Winter - Le Grand Noël | 2018 | avec Deezer Originals |                         |
| Nudes (feat. Yseult)           | 2019 |                       |                         |
| 37°2 Le Matin                  | 2020 | Malory                | Métropole Blues         |

## Indicações a prêmio
- 2019 : D6bels Music Awards — Artista solo feminina
- 2019 : D6bels Music Awards — melhor canção
- 2019 : D6bels Music Awards — artista revelação
- 2020 : D6bels Music Awards — artista solo feminina
- 2020 : D6bels Music Awards — melhor canção